# 皇家煙火
《皇家煙火》（英語：Music for the Royal Fireworks），目錄第351號，是巴洛克時期英國德裔音樂家韓德爾受英王喬治二世委託、而創作於1749年的組曲，也是其最富盛名的作品之一。該作品是替一場慶祝1748年奧地利王位繼承戰爭的結束和第二亞琛和約的簽訂、預計於該年4月27日在倫敦綠園舉辦的煙火典禮所寫。
。

## 背景

### 1749年演出情形

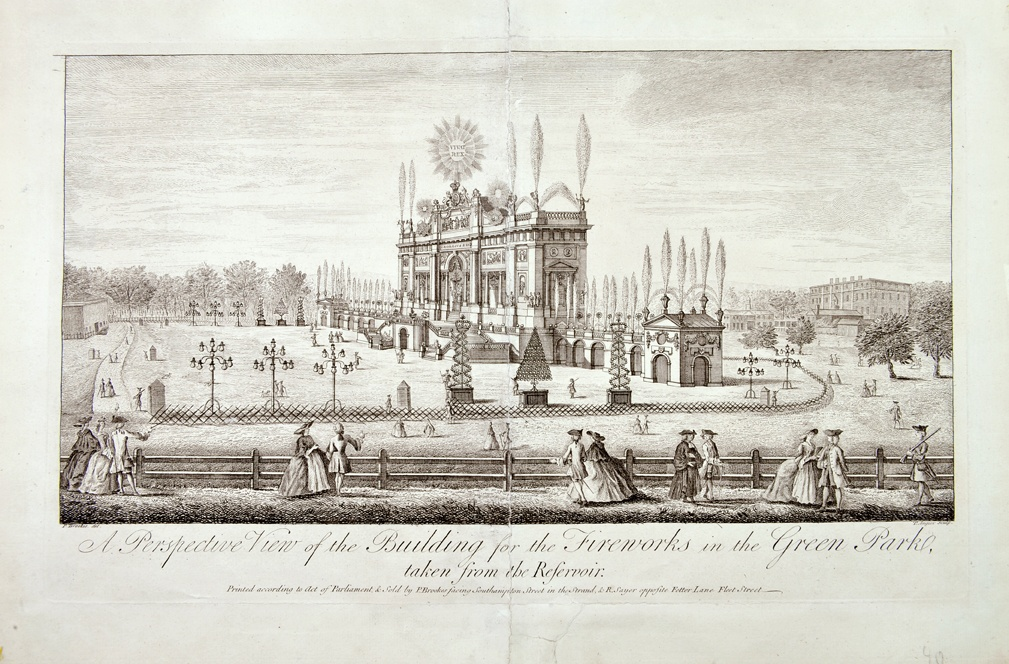
1749年倫敦綠園內預定舉辦煙火典禮的場地

為了這首曲子的演奏，樂團團員們的演出場所安排在一座由建築師塞萬多尼設計的劇院裡面。而音樂演奏時搭配施放的煙火則是由知名哲學家约翰·西奥菲勒斯·德札古利埃的兒子湯馬斯·德札古利埃負責設計。
在27日大典當日，韓德爾的音樂與滿空的煙火搭配，形成了一場聲光盛宴。然而，這場大典並不若《皇家煙火》一曲本身那麼成功；當晚一枚煙火誤射到一座亭子上，立刻釀成了火災，使典禮被迫提早收場。此外，該活動也非《皇家煙火》的初次亮相，早在非正式演出日到來的6天之前，即已於4月21日在泰晤士河南岸的沃克斯霍爾花園舉辦了一次全程彩排，共計1萬2千名觀眾前往現場聆聽。由於與會人潮數量太龐大，以至於在當天通往南岸的交通要道——倫敦橋由於結構坍塌而封橋維修時，使得湧往彩排會場的馬車大陣塞在橋北動彈不得，狀況長達三個小時都無法排除。這是倫敦歷史上第一次有記載的交通堵塞事件。

### 後續與影響
《皇家煙火》成為韓德爾生涯中最著名的管弦樂團作品之一。雖然在篇幅上不及他於近30年前創作的《水上音樂》，但由於此兩首曲子同質性高、也都是為了室外的慶典活動而譜寫，因此兩者經常結合或搭配演出。

## 分析
《皇家煙火》以法式序曲形式的第一樂章開頭，後續則包括了布雷舞曲形式和小步舞曲等形式的樂章，共由五個樂章組成，如下所示：
1. 第一樂章《序曲》（Ouverture）：柔板、快板、慢板、快板
2. 第二樂章《布雷舞曲》（Bourrée）
3. 第三樂章《和平》（La Paix）：西西里舞曲
4. 第四樂章《歡慶》（La Réjouissance）：快板
5. 第五樂章《小步舞曲1與2》（Menuets I and II）：第2部份有時被獨立劃分為第六樂章[8]。

本曲的演出中動用了大量樂器，是韓德爾創作過的作品中編制規模最龐大的一首。在他的設計中，演出樂器包含了24支雙簧管、12支低音管（及一支低音巴松管）、9支小號、9支自然號、3組定音鼓。當中銅管樂器的使用增強了聲音和氣勢上的磅礡，而定音鼓的敲擊更形成了類似煙火聲響的效果。
此外，各樂器的演奏人員在每個樂章中還有更細的分組，如第一樂章中，9位小號手被分為3個三人小組，各自負責該樂章中的3個小號演奏部份，而24位雙簧管手亦分為三組，分別為數12人、8人及4人，12位低音管手則分為8人及4人。但在後世的版本裡，有的還在演出人員中額外添加幾位伴奏鼓手，用於即興演奏的部份（通常是在第四樂章及第五樂章中的第2部份，有時亦會用於第一樂章）。
而在初次演出後，韓德爾重編了人員配置，將原本純管樂組成的形式改為管弦樂團式編制，因而減少了管樂器的數量，改加入弦樂器補充。他還對配置的改變做了註記，當中小提琴代為演奏雙簧管的聲部、大提琴與低音大提琴取代原低音管的聲部。而保留下來的管樂樂器，除了在弦樂器為主的第二樂章和第五樂章第1部份內僅使用部份雙簧管、低音管外，在其他樂章都是全數加入演奏。

## 錄音推薦
- Lehmann, Fritz.  (CD). The Originals. Archiv. Barcode 028945775821.

## 軼聞
- 2002年6月1日，英國女王伊莉莎白二世登基五十週年大典（英语：Golden Jubilee of Elizabeth II）時，曾在白金漢宮花園裡演奏《皇家煙火》以表示慶祝，而現場同樣也釋放華麗的煙火[12]。

## 參看
- 韓德爾作品目錄（HWV）
- 《水上音樂》
- 巴洛克音樂
- 烟花

## 外部連結
- 《皇家煙火》：国际乐谱典藏计划上的乐谱
- Score[永久] (E-book) of Fireworks Music (ed. Friedrich Chrysander, Leipzig 1886)

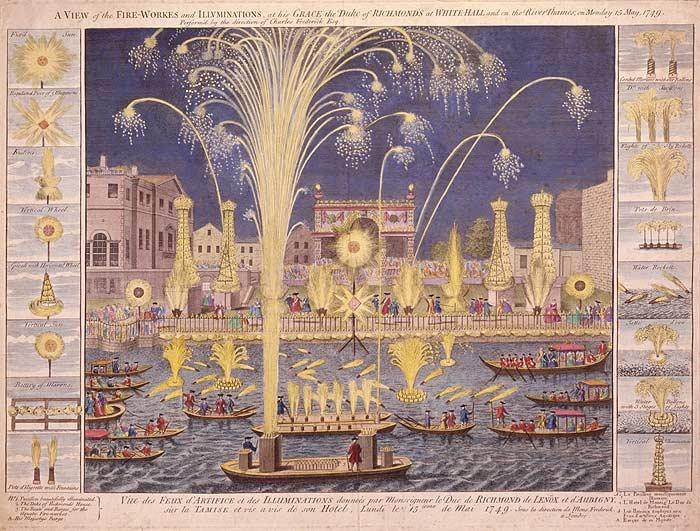
描繪皇家煙火於1749年5月15日在英國倫敦泰晤士河上施放情景的插畫。

- YouTube上的(part 1/2) Handel -〈Music for the Royal Fireworks〉Ouverture / Suite, HWV 351 (Trevor Pinnock)
- YouTube上的(part 2/2) Handel -〈Music for the Royal Fireworks〉Suite, HWV 351 (Trevor Pinnock)